# Violetta Oblinger-Peters
Violetta Oblinger-Peters (Schwerte, Nordrhein-Westfalen, 14 de outubro de 1977) é uma canoísta de slalom austríaca na modalidade de canoagem.

## Carreira
Foi vencedora da medalha de bronze em Slalom K-1 em Pequim 2008.